# Zavarovana plezalna pot
Zavarovane plezalne poti so zelo zahtevne planinske poti, ki so za napredovanje po večini dolžine opremljene z varovali in pomagali iz železja. Namen opremljanja zavarovanih plezalnih poti je omogočiti pristop na najzahtevnejše vrhove ali preko sten tudi planincem brez alpinističnega znanja.
Ferate premagujemo s plezanjem. Številna pomagala, namenjena napredovanju (klini, skobe, umetne stope), niso značilnost plezalno-športnih ferat. Te so brez umetnih pomagal, razen jeklenic za samovarovanje.
V zadnjih letih so se želje in potrebe uporabnikov po plezalnih poteh nekoliko spremenile, zato jih lahko delimo na:
- klasične,
- športne in
- ekstremne

## Zgodovina
Prve zavarovane plezalne poti so nastale že pred prvo svetovno vojno, ko je razvoj gorništva v Alpah zelo napredoval. na Slovenskem je dal Jakob Aljaž leta 1895 opremiti nekatere izpostavljene dele poti na Triglav s 130 metri jeklenice in 36 železnimi koli.
Med prvo svetovno vojno so za potrebe vojske opremili mnoge ferate ter s tem omogočili vojakom pristop na predele gora, ki bi jim bili sicer nedostopni. Iz tega časa so znane ferate predvsem v Dolomitih. Po zahtevnosti so te poti znane še danes.
Na Slovenskem je med obema vojnama nastala Hanzova zavarovana pot (1926), poimenovana po gorskem vodniku Ivanu Vertlju - Hanzi. Kopinškova pot na Ojstrico je bila opremljena leta 1940. Po drugi svetovni vojni je bila opremljena Kopiščarjeva pot skozi Prednje okno v Prisojniku (1948).
V novejši zgodovini je nastala še marsikatera zavarovana plezalna pot. Nekatere so opremljene z jeklenico za varovanje in s klini, ki so namenjeni zgolj za počitek in manj za premagovanje težavnih delov pori.

## Klasične zavarovane plezalne poti
Opremljanje zelo zahtevnih poti je najbolj razširjeno v italijanskih Dolomitih, pa tudi v Avstriji (masiv Dachstein).
Tudi v Sloveniji lahko uvrstimo med tovrstne plezalne poti nekatere zelo zahtevne planinske poti: Kopiščarjeva pot skozi Prednje okno na Prisojnik, Hanzova pot na Malo Mojstrovko, Slovenska pot na Mangart, pot Silva Korena na Krn, Rekarjeva pot na Vrbanovo špico in pot iz Pekla na Rjavino. Te poti so speljane predvsem po naravnih prehodih v stenah, po grebenih, policah, zajedah, žlebovih in kaminih.

## Športne plezalne poti
V zadnjem času so marsikje v Alpah, predvsem v bližini turističnih središč, zgradili športne plezalne poti. Zgrajene so tako, da so namenoma zahtevnejše. Edino obvezno varovalo je jeklenica. V kolikor so nameščeni tudi klini, so daleč narazen in služijo za počivanje in ne za pomoč pri napredovanju. Jeklenica je pogosto napeta ob gladki, navpični steni, kjer stopov praktično ni. Gre za plezanje na trenje, ob velikem napenjanju mišic. Vzpetina je pri tem popolnoma nepomembna. Cilj običajno ni vrh, ampak pot sama po sebi. Edino pomembno pri takih poteh je težavnost in izpostavljenost.

## Ekstremne plezalne poti
Ekstremne ferate so pogosto opremljene v bližini izhodišč in so za ljubitelje poligon za posebno rekreacijo. Namerno so zgrajene tako, da ne potekajo po najlažjih prehodih, zato so zahtevnejše kot bi bilo to sicer potrebno zaradi prehoda čez steno. Od varoval so se poleg jeklenic začeli napeljevati tudi žični mostovi nad visokimi prepadi. Po možnosti potekajo prek gladkih, tudi previsnih sten in bi bile brez uporabe jeklenic take smeri ocenjene z najvišjimi stopnjami.

## Težavnostne stopnje
Zavarovane plezalne poti so označene s težavnostno stopnjo. V Sloveniji nimamo svoje lestvice težavnosti, zato si pomagamo z avstrijsko, ki ima stopnje od A do F, pri čemer pomeni: F - skrajno težavne previsne odseke, D - težko, E - ekstremno.
Težavnost Kopiščarjeve in Hanzove poti na Malo Mojstrovko je nižja od C/D, kar je tudi meja v zahtevnosti, pri kateri začnemo govoriti o pravih feratah. "Ferat, ki bi ustrezale avstrijskim ocenam od D naprej, na ozemlju Slovenije sploh nimamo (seveda če izvzamemo Gonžarjevo peč, ki je ocenjena z D/E)!" pravi Andrej Mašera v uvodniku PV 04/11.